# Flockarun
Flockarun (Centaurium erythraea) är en växtart i familjen gentianaväxter. 
Arten förekommer i hela Europa samt över Mellanöstern fram till Centralasien (Pakistan) och till norra Afrika. Den introducerades i Australien, i Nya Zeeland, i Kanada, i USA och i olika regioner i Sydamerika. Flockarun växer i låglandet och i bergstrakter upp till 1500 meter över havet. Habitatet utgörs av öppna trädansamlingar och av ängar, ofta på grund som är rik på kalk.
För beståndet är inga hot kända. IUCN listar arten som livskraftig (LC).